# Лития Спрингс
Лития Спрингс (на английски: Lithia Springs) е селище в югоизточната част на Съединените американски щати, част от окръг Дъглас в щата Джорджия. Населението му е около .
Разположено е на 318 метра надморска височина на платото Пидмънт, на 10 километра северозападно от Дъгласвил и на 25 километра западно от центъра на Атланта. Селището е основано през 1882 година при естествен минерален извор със съдържащи литий води, чието име получава, и през следващите години придобива национална известност като балнеологичен курорт. Днес то е предимно жилищно предградие на Атланта, като 48% от жителите му са афроамериканци, а 18% с латиноамерикански произход.

## Известни личности
Родени в Лития Спрингс
- Лил Нас Екс (р. 1999), музикант